# 菊池由美 (AV女優)
菊池 由美（きくち ゆみ）は、日本のAV女優。クローネ所属。

## 略歴・人物
2019年8月、「沖乃麻友（おきの まゆ）」としてAVデビュー。
2019年12月27日にクローネ所属の「菊池由美」として新たにツイッターを開始。
2021年1月1日、公式ツイッターで「優姫りか（ゆうひ りか）」に改名（所属事務所は変わらず）したことを報告。
2021年10月1日、Twitterにて同年12月31日いっぱいでの事務所退所、AV女優引退を発表。

## 出演作品

### アダルトDVD

#### 「沖乃麻友」名義
2019年
- 18歳と7ヶ月。（8月16日、プレステージ）
- 「セックス経験3回なの…」とは思えない濃厚ご奉仕! 実ったばかりの新鮮なFカップ制服美少女が白く汚され続けたホテルお籠りハメ撮り（8月25日、オーロラプロジェクト・アネックス）
- 顔出し解禁!! マジックミラー便 王道2019 未成年の素人ビキニ20人! 10人SEXスペシャル! in湘南・江ノ島 真夏のビーチではしゃぐ10代の水着女子のうぶなキツキツオマ○コが初めてのデカチンハードピストンでイキまくり!! 2枚組8時間!（9月19日、ディープス）全20名
- 羞恥 男女が体の違いを全裸になって学習する質の高い授業を実践する共学高校の保健体育 4（10月10日、サディスティックヴィレッジ）全5名
- ウブなドM敏感カメラ女子に何度イッても止めない追撃ピストン!連続絶頂!（10月13日、アポロ）
- 制服のままお風呂に入れられた無抵抗女子○生の体をひたすらいじり倒して、痙攣イキするまで犯し続けた映像（10月19日、お夜食カンパニー）全4名
- マジックミラー号 夏の鉄板企画! 海水浴場で声を掛けた厳選巨乳ビキニ素人娘16名のSEX完全撮り下ろし 2枚組8時間 令和元年夏の海 全記録スペシャル（10月24日、SODクリエイト）※「あかり」名義 全16名
- 媚薬入り出前レイプ パキった頃に食器回収のフリして自宅侵入&失禁失神泡吹き姦! 葉月桃・沖乃麻友・高美はるか（10月24日、サディスティックヴィレッジ）全3名
- 街で見かけたどんないい女でもデリヘルとして呼べる未来のもしも電話 4（10月25日、BAZOOKA）全4名
- 今まで女として見ていなかった女友達(※現在親友の彼女)がボクのTシャツに着替えたら…（11月7日、Hunter）全5名
- 完全撮り下ろし! 素人×生中出し×密室ハメ撮り8SEX（11月25日、セレブの友）全8名
- 「ダメっ!そんなに乳首を触らないでください…わたし…感じちゃいます…」 身体測定中に乳首を何度も何度も触られてしまい、クラスの女子たちが見ている前で恥ずかしイキしてしまう敏感乳首女子○生（12月7日、Hunter）全9名

2020年
- ワケあり美少女の￥裏バイト。 05（2月7日、PRESTIGE PREMIUM M）全4名
- 濡れてテカってピッタリ密着 神スク水 沖乃麻友 可愛い女子のスクール水着姿をじっとりと堪能!着替え盗撮から始まり貧乳から巨乳にパイパン、ハミ毛、ジョリワキ等のフェチ接写やローションソーププレイやスク水ぶっかけに生中出し等を完全着衣で楽しむAV（2月20日、親父の個撮）
- 史上最高レベルにかわいい素人9名 完全撮り下ろし永久保存版! 奥までズッポリ絶倫ピストン ディルドオナニー 2（4月10日、S級素人）全9名
- 円光を匂わせ小遣い稼ぎに明け暮れる 制服女子中毒（6月25日、ホームルーム）全4名

#### 「菊池由美」名義
2020年
- 「ウチの家族って、おかしいですよね…」 父親に日常的に犯されている娘たちの記録（4月7日、アパッチ）全6名
- 一般男女モニタリングAV 素人大学生限定 友達同士の男女がザーメン20mlを溜めるまで出られない密室からの脱出に挑戦! 4 女子大生が男友達を射精させるために恥じらいながらも手コキ・オナホコキ・フェラ・セックス! 何発出しても萎えない友達チ○ポと大量の精子を目の当たりにして思わず濡れる女子大生マ○コは性欲のままに何度も生挿入で連続中出し!（4月4日、ディープス）全4名
- 『横から手を入れて胸揉みてー!!』 明らかに成長して巨乳になった妹の横乳にノックアウト! ちょっと前まで子供だと思っていた妹が最近になってメチャメチャ可愛くなって来てボクのドストライクなんです!!しかも脇から腰にかけてパックリ開いた横乳全開の無防備な格好で家の中を歩いているから、大きくて柔らかそうな横乳がプルンプルン揺れているんです!もう勃起を抑えるのに大変です!顔も体も超ボク好みで我慢の限界に達したボクは理性が崩壊!妹が寝ている間に服の横から手を入れて生乳を揉みしだいていると妹が喘ぎ出してさすがにヤバいと思いきや、妹もムラムラ発情したのかボクの勃起チ○コに手を伸ばしてきて禁断の近親相姦に発展しちゃう神展開!（4月7日、Hunter）全5名
- マジックミラー号 同じ大学に通う男女がミラー号内でマッチング!? カメラの前でイチャラブ本気中出し（4月9日、SODクリエイト）※「まどか」名義 全4名
- 上京して学校近くに一人暮らしの僕の家に泊まりに来るクラス女子がボクのAVを観て勝手に発情!! 高美はるか・菊池由美・有村のぞみ（4月23日、アイエナジー）全3名
- 会員制『訳あり少女』デリバリー（5月7日、お夜食カンパニー）全4名
- えっちな巨乳お姉さんの淫語かたりかけぐちゅぐちゅ乳首イジリっ放しオナニー 4（7月23日、アイエナジー）全10名
- 素人10代ナンパ GET！！ No.217 シコいおしゃかわ女子はテンション爆上げ性育オンライン編（10月7日、桃太郎映像出版）全5名
- ナンパ連れ込みSEX隠し撮り・そのまま勝手にAV発売。する元ラグビー選手 Vol.14 菊池由美・桐嶋あみな（11月7日、綜実社）
- 真夏の逆転マジックミラー号「 海水浴中の素人ビキニ娘の大胆SEXをナマで見たくないですか？」美巨乳限定ナンパGETスペシャル！！変態男達の前で見られているとは知らずに大胆ナマSEXを披露！ パート6（12月24日、SODクリエイト）※「みく」名義 全4名

#### 「優姫りか」名義
2021年
- SOD女子社員 全裸入社式 新入社員12名全員の初撮りSEXも収録！ コロナに負けず大集合！赤面特大羞恥 初めて尽くしの2枚組ウルトラ7時間SP（4月8日、SODクリエイト）※「夢見彩」名義 全13名（司会を含む）
- 出張メンズエステを試してみたらメチャクチャ優しく美人なお姉さんの密着施術にフル勃起！！風俗は不安なので、まずは格安の出張メンズエステからと思ったが、風俗未満素人メンズエステ嬢は清楚なフリして実は過激に感じるエッチ大好きお姉さんだった！ 東雲むぎ・星仲ここみ・優姫りか（7月22日、SOSORU×GARCON）全3名
- 巨乳お嬢様戦士が怪人におっぱいを集中攻撃されて敗北して捕まって、戦闘員におっぱいを揉みしだかれながらやられてしまう物語 優姫りか（7月23日、GIGA）
- 店長失格勃起堕ち！「面倒くさいなぁ…いいよ、じゃあヤラせてあげる…それでワンチャン許して！」女子○生の万引き犯を捕まえたボク…。どうしても…（8月7日、Hunter）全5名
- SOD女子社員 ファン大感謝祭 新入社員バスツアー！2021 そんなにイッて大丈夫！？ 射精回数合計111発で皆さま有頂天SP！ ウルトラフレッシュな12名全員のSEXも収録した超贅沢な4時間ず～っとシコシコOK号（8月12日、SODクリエイト）※「夢見彩」名義 全12名
- 公衆便所にセフレ募集の落書きをしたら、肉棒を吸い尽くすフェラ好きお姉さんがやってきた！！連絡が来たのでトイレで待っているとソソるお姉さんがやってきて、ノーパンで陰毛を見せつけてきた！？我慢できずにフル勃起してると「カチカチで素敵」と喉奥まで即尺！ 優姫りか・桜美ゆきな・東雲むぎ（9月9日、SOSORU×GARCON）全3名
- 「ダメお兄ちゃん」「違う！今はご主人様だろ！」メイドカフェで働く事になった義妹がボクとセクハラ接客練習！反応しまくる義妹に萌え萌えキュンです（9月14日、Hunter）全5名
- 『そこも隠さないで…全部洗ってあげるから…』超心配性で巨乳過ぎる姉がケガしたボクを心配して一緒にお風呂に入る事に！巨乳がボクの腕に当たって…（9月14日、Hunter）全5名
- 「私の胸いつも見てますよね…？」身近にいる無口で人見知りな地味女が隠れ巨乳で強すぎる性欲も隠れていた！しかもそれをボクだけが気づいている…（9月14日、Hunter）全5名
- 図書館に響き渡るいやらしいクチュクチュ音！女子○生が真面目な本の中にあるエッチなページをみつけてパンツを濡らし興奮状態で即ハメOK娘に！？（9月14日、Hunter）全5名
- 私立の女子校でずっと温室育ちのお嬢さんが挑戦！？ ラップ1枚隔てて男友達のチ○ポに欲情し素股体験させちゃいました♪（9月23日、アイエナジー）全4名
- ヤリマン女子たちがこっそり作るハメ撮り卒アル制作に参加させられたボク。校内のあらゆる場所でハメ撮り記念撮影。そのチ○ポ役に大抜擢されたボク。（9月28日、Hunter）全5名
- 「今、私のパンツ見たよね？」見せつけてるようにしか思えない脚の開き方でボクの勃起を誘発してくるエッチなお姉さんの思わせぶりなパンチラトラップ（11月23日、Hunter）全7名

2022年
- 極限の決断「どうせ死ぬなら、この女を犯してしまおうか…」生死の狭間、美巨乳揉みしだきレXプ 真田さな・優姫りか・小野こまり（1月25日、Hunter）全3名
- ノーブラおっぱいを押し付けてくるマセた巨乳義妹に童貞を奪われたボクが覚醒ピストンで連続中出し！二次元しか愛せない童貞のボクにマセた巨乳義妹…（1月25日、Hunter）全5名
- 目覚めて0秒からボクのチ○ポをおしゃぶりする言いなり妹は毎朝セックスまでするのが日課！時間をかけてエッチが大好きなボク専用のエロ妹に仕上げ…（1月25日、Hunter）全5名
- お触り厳禁の洗体エステで超ミニスカ美人エステ嬢に我慢できずこっそりタッチ！当然、拒絶され落ち込んでいたら隣からエッチな喘ぎ声が聞こえて… 2（1月25日、Hunter）全5名
- 挿入しっぱなしノーピストンエステ 話題の予約困難なメンズエステはただのヌキ有りメンズエステだと思ったら、いきなり鼠径部マッサージからの…（4月12日、Hunter）全4名

### VR

#### 「沖乃麻友」名義
- パパ活円光! 嫌がる制服美少女に媚薬を飲ませキメパコ!そして…狭い車内で塩対応だったJ○の剛毛オマ○コに中出し制裁カーセックス!（2020年1月4日、こあらVR）
- 顔中ペロンペロンの唾だらーんのベッタベタ 1（2020年8月6日、VR総研9課）全4名
- The Great ガンキ vol.2（2020年9月3日、VR総研9課）全4名
- かわいい系総勢16名の超フェチ図鑑！持ってけ総勢16人百科事典！ 枢木あおい 山本蓮加 河奈亜依 皆月ひかる 美甘りか 月宮ねね 乙咲あいみ 他超かわいい素人たちも大量放出！！（2021年1月26日、VR総研9課）全16名

#### 「優姫りか」名義
- 春の健康診断 2021年度新入社員12人 4時間スペシャル（2021年4月15日、SODクリエイト）全12名
- 究極のバブみ体験VR！！巨乳保母さんも美人保母さんもみんなボクがひとりじめ！！（2021年4月28日、Hunter）全4名
- ヤリサー合宿旅行 12名の女子大生と4時間30分ハメざかりSP（2021年9月6日、SODクリエイト）全12名

### アダルト配信
2019年
- 【初撮り】【ほぼJ○】【もち肌天然F乳】あまりにも経験不足な未〇年は巨乳を揺らして大声で喘ぐ 応募素人、初AV撮影 89（8月8日、シロウトTV）※「麻友」名義
- マジ軟派、初撮。 1380 撮影モデルのテイでゲットした美巨乳の素朴な大学生♪イヤイヤながらもギャラに目が眩んで気づいたらセックス開始w巨乳をプルプル揺らして悶えちゃうスケベな素人ちゃんでしたwww（8月22日、ナンパTV）※「まゆ」名義
- 【電車痴漢】顔出し制服JK★白襟セーラーの地味系真面目JKのマン毛びっしり剛毛マ○コに後ろからだけじゃなく前からも生挿入＆中出し（8月30日、Pcolle/ゆず故障）
- みれい（10月1日、Hなお悩み相談）
- 初セーラー服まるっと買取の豪華版!!卒業したてのパツパツFカップ制服美少女に炎天下汗だくイラマで口内発射!!そのまま倍プッシュでセーラーFUCKを敢行!!緊張!?で強張る表情!!愛撫で柔らかくなるアソコにナマの卒業証書を授与ww＜美少女専門下着買取アプリ：ウリカリ17：まゆ＞（10月6日、プレステージプレミアム）※「まゆ」名義
- 麻衣（10月18日、素人おかしや）
- ゆま（11月1日、あの娘と今日ヤり部屋で）
- 【美巨乳&美乳首】90Fカップの色白J学生脱がしてみたら奇跡の美巨乳だったwwwwほぼ処女の真面目な図書委員の少女をイケメンチンポで快楽落ちさせたら、真っ白な柔らかマシュマロおっぱいプルプルさせながら（12月2日、令和美少女 ゼロ号機）

2020年
- まゆ（5月29日、シロウト急便）
- オリジナル個人撮影?ほの華ちゃん（21歳）?カメラの前で初えっち撮影記録！♥敏感で透き通った乳首?チン〇をつたうよだれフェラ！極狭アソコは太肉棒の餌食に。（7月17日、バナナ）
- まゆゆ（7月31日、J●調査隊 チームK）

2021年
- みれい（11月7日、しろうとエチチ.ch）
- 媚薬オイルマッサージ 痴●盗撮＆中出し素人娘VOL.35 超強力媚薬を配合したマッサージオイルを施術中に知らずに塗りこまれたオンナは、身体の火照りに驚き、チ○ポを欲しがる自分に戸惑い、垂れ出したマン汁に恥ずかしがりながらも生ハメ中出しまで欲してしまう！（12月9日、	西新宿マッサージ本舗）全4名

### イメージDVD
- きれいなおっぱいは好きですか?（2019年9月20日、メディアブランド）※「浅野友麻」名義
- 東京に憧れて（2019年10月3日、渋谷プロモーション）※「山本和歌子」名義
- 放課後えっちズム（2021年5月28日、スパイスビジュアル）※「千原香澄」名義

### アダルトサイト
- g603 沖田麻友（ガールズブルー）